# 1839
1839 (MDCCCXXXIX) var ett normalår som började en tisdag i den gregorianska kalendern och ett normalår som började en söndag i den julianska kalendern.

## Händelser

### Januari
- 4 januari – Amerikanska flottan lämnar Sumatra.[1]

### Februari
- 20 februari – Nordperu och Sydperu går återigen samman efter tre år och blir Peru igen.[2]

### April

Belgien

- 19 april – Fördraget i London erkänner Belgien som ett självständigt kungarike.

### Augusti
- 25 augusti – Peru-bolivianska konfederationen i Sydamerika upplöses, när Bolivia och Peru går skilda vägar.
- 30 augusti – Fartyget "Mary Ann" under kapten Nils Werngren inleder den första svenska världsomseglingen.

### September
- 20 september – Mellan Amsterdam och Haarlem öppnas den första järnvägen i Nederländerna, och är bredspårig.[3]

### Oktober
- 3 oktober – I Bägge Sicilierna invigs en 7,4 kilometer lång järnväg av kung Ferdinand II av Bägge Sicilierna, vilket blir första järnvägen på Apenninska halvön.

### December
- 3 december – Vid Fredrik VI:s död efterträds han som kung av Danmark av sin kusin Kristian VIII.
- 24 december – Ett stort jordskred inträffar i Axmouth, Devon, England. En rapport av geologen William Daniel Conybeare och William Buckland blir en av de tidigaste vetenskapliga beskrivningarna av sådana händelser.[4]
- Jultiden – Carl Jonas Love Almqvist ger ut boken Det går an om en modern självständig kvinna på 1830-talet. Boken väcker våldsam debatt.

### Okänt datum
- Det svenska Realgymnasiet införs.
- I trakten av Kumla socken i Närke börjar man tillverka skor att lägga på lager och alltså inte på beställning, vilket benämns "Partiskomakeriet". Bondpojken A. Andersson i Kumla är en av dem som börjar sälja skor i större partier, istället för skor tillverkade efter individuella mått.
- Skandinavismen grundas så smått av svenska, danska och norska studenter vid ett möte i Köpenhamn.
- Lars Johan Hierta grundar Liljeholmens stearinljusfabrik, Sveriges första.
- Daguerrotypin (fotografins föreångare) kommer till Sverige.
- Den svenske tjuven Lasse-Maja benådas av Karl XIV Johan.
- Under första halvåret är kronprins Oscar (I) svensk regent, under Karl XIV Johans vistelse i Norge. Han utger då den skolpolitiska artikeln "Om folkskolor", där han propagerar för allmän folkskola för alla svenska barn.
- Första afghankriget utbryter och pågår till 1842.
- Anti-Slavery International bildas i Storbritannien.

## Födda

### Första kvartalet

#### Januari
- 1 januari – Ouida, brittisk författare
- 11 januari – Herman Hultberg, svensk jurist och riksdagsman.
- 19 januari – Paul Cézanne, fransk målare.
- 27 januari
  - Nikolaj Bobrikov, rysk militär och politiker, generalguvernör i Finland 1898–1904.
  - Karl Hugo Kronecker, tysk fysiolog

#### Februari
- 25 februari – Elias Carr, amerikansk demokratisk politiker, guvernör i North Carolina 1893–1897.

#### Mars
- 1 mars – Laura Netzel, finlandssvensk kompositör.
- 16 mars – Sully Prudhomme, fransk författare, nobelpristagare.
- 21 mars – Modest Musorgskij, rysk tonsättare.
- 25 mars – Marianne Hainisch, österrikisk feminist och kvinnorättsaktivist.

### Andra kvartalet

#### April
- 12 april – Nikolaj Przjevalskij, rysk upptäcktsresande.
- 29 april – Marcellus Stearns, amerikansk republikansk politiker, guvernör i Florida 1874–1877.

#### Maj
- 1 maj – Hilaire de Chardonnet, fransk greve, ingenjör och kemist.

#### Juni
- 13 juni – Fredrik Åkerblom, svensk tidningsredaktör och riksdagsman.
- 18 juni – Hjalmar Högquist, utomäktenskaplig son till Oscar I och skådespelerskan Emilie Högqvist.

### Tredje kvartalet

#### Juli
- 8 juli – John Davison Rockefeller, amerikansk industrimagnat.
- 20 juli – Samy Nisser, svensk disponent, militär och riksdagsledamot.
- 28 juli – Isabelle Gatti de Gamond, belgisk feminist.

#### Augusti
- 7 augusti – John F. Dryden, amerikansk affärsman och republikansk politiker, senator 1902–1907.
- 23 augusti – George Clement Perkins, amerikansk republikansk politiker.
- 26 augusti – Hernando Money, amerikansk demokratisk politiker, senator 1897–1911.

#### September
- 14 september – Carl August Kihlberg, svensk arkitekt.
- 17 september – Victor Örnberg, svensk arkivman och släktforskare.
- 18 september – William J. McConnell, amerikansk republikansk politiker, guvernör i Idaho 1893–1897.

### Fjärde kvartalet

#### Oktober
- 11 oktober – Jeanne Merkus, nederländsk diakonissa.
- 22 oktober – Louis Auguste Sabatier, fransk protestantisk teolog.
- 30 oktober – Alfred Sisley, fransk målare inom impressionismen.

#### November
- 4 november – Thomas M. Patterson, irländsk-amerikansk politiker.

#### December
- 1 december – Anders Danielsson, svensk lantmannapolitiker.
- 2 december – Anders Larsson, svensk hemmansägare och riksdagspolitiker.
- 5 december – George Armstrong Custer, amerikansk militär.
- 30 december – Albert-Auguste Cochon de Lapparent, fransk geolog.

## Avlidna

### Första kvartalet

#### Januari
- 26 januari – Jens Esmark, 75, dansk-norsk mineralog.

#### Februari
- 1 februari – Giuseppe Valadier, 76, italiensk arkitekt och arkeolog.

#### Mars
- 27 mars – Anders Hagert, 70, svensk präst.

### Andra kvartalet

#### April

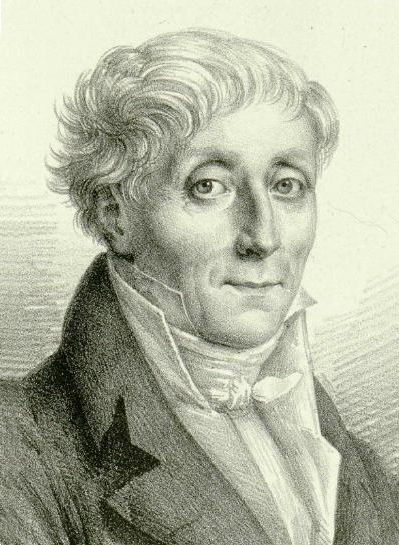
Den franske arkeologen och konsthistorikern Toussaint-Bernard Émeric-David avled den 2 april, 83 år gammal.

- Den franske arkeologen och konsthistorikern Toussaint-Bernard Émeric-David avled den 2 april, 83 år gammal.2 april – Toussaint-Bernard Émeric-David, 83, fransk arkeolog och konsthistoriker.
- 5 april – John Tipton, 52, amerikansk politiker, senator 1832–1839.
- 8 april – Pierre Prévost, 88, schweizisk fysiker.
- 19 april – Aaron Ogden, 82, amerikansk politiker, senator 1801–1803.
- 22 april – Samuel Smith, 86, amerikansk politiker, senator 1803–1815 och 1822–1833.
- 29 april – Duncan McArthur, 67, amerikansk politiker, guvernör i Ohio 1830–1832.

#### Maj
- 3 maj
  - Pehr Henrik Ling, 62, känd som den svenska gymnastikens fader.
  - Ferdinando Paër, 67, Italiensk kompositör.
- 13 maj – Joseph Fesch, 76, fransk kardinal.
- 18 maj – Caroline Bonaparte, 57, drottning av Neapel 1808–1815, syster till Napoleon Bonaparte.
- 21 maj – Johann Christoph Friedrich GutsMuths, 79, tysk pedagog.

#### Juni
- 23 juni – Lady Hester Stanhope, 63, brittisk resenär.
- 17 juni – Lord William Bentinck, 64, brittisk politiker och militär.
- 30 juni – Johan Olof Wallin, 59, svensk psalmdiktare och präst, svensk ärkebiskop sedan 1837.

### Tredje kvartalet

#### Juli
- 1 juli – Mahmud II, 53, sultan i Osmanska riket sedan 1808.

#### Augusti
- 27 augusti – Aleksandr Odojevskij, 36, rysk furste och författare.

#### September
- 24 september – Robert Y. Hayne, 47, amerikansk politiker, senator 1823–1832.

### Fjärde kvartalet

#### Oktober
- 20 oktober – John Russell, 6:e hertig av Bedford, 73, brittisk politiker.

#### November
- 1 november – Erik Lundin, 62, svensk garvare, grönsakshandlare och gårdsägare.
- 12 november – Nahum Parker, 79, amerikansk domare och politiker, senator 1807–1810.

#### December
- 3 december – Fredrik VI, 71, kung av Danmark sedan 1808 och av Norge 1808–1814.
- 15 december – Aurelius Ignaz Fessler, 83, ungersk historiker.

### Fotnoter
1. ↑  ”USA:s militära insatser i utlandet 1798-2004”. https://www.history.navy.mil/research/library/online-reading-room/title-list-alphabetically/i/use-of-armed-forces-abroad-1798-2004.html.
2. ↑  ”World Statesmen”. http://www.worldstatesmen.org/Peru.htm#South-Peruvian.
3. ↑  ”Järnvägar i historien”. Arkiverad från originalet den 12 augusti 2010. https://web.archive.org/web/20100812121411/http://www.jvmv.se/bandelsregister/LOK-reg/H1700.htm.
4. ↑  ”Axmouth to Lyme Regis: The Undercliff, The Jurassic Coast World Heritage Site”. Arkiverad från originalet den 27 september 2007. https://web.archive.org/web/20070927021500/http://www.jurassiccoast.com/277/the-coast-uncovered-30/explore-the-coast:-a-walk-through-time-141/axmouth-to-lyme-regis:-the-undercliff-357.html. Läst 12 september 2007.